# Fumonisin B1
Fumonisin B1  är en kemisk förening med summaformeln C34H59NO15 och är den vanligaste medlemmen i en familj av toxiner, kända som fumonisiner, som produceras av flera arter av Fusariummögel, såsom Fusarium verticillioides, som huvudsakligen förekommer i majs, vete och andra spannmål. Fumonisin B1-kontamination av majs har rapporterats över hela världen i mg/kg-nivåer. Människans exponering sker i nivåer av mikrogram till milligram per dag och är störst i regioner där majsprodukter är basvara i kosten.
Fumonisin B1 är hepatotoxiskt och neurotoxiskt hos alla testade djurarter. Den tidigaste histologiska förändringen som uppträder i antingen levern eller njuren hos fumonisinbehandlade djur är ökad apoptos följt av regenerativ cellproliferation. Även om den akuta toxiciteten för fumonisin är låg, är det den kända orsaken till två sjukdomar som uppträder hos husdjur med snabbt debut: leukoencefalomalaci hos häst och lungödemsyndrom hos svin. Båda dessa sjukdomar medför störd sfingolipidmetabolism och kardiovaskulär dysfunktion.

## Historik

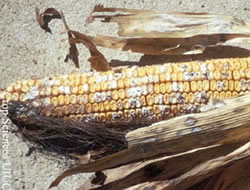
Figur 1: Fusarium öronröta, orsakad av svamparna Fusarium verticillioides och F. proliferatum, kan vanligtvis vara en vanligare öronröta av majs. Källa: http://www.extension.umn.edu/cropenews/2007/07MNCN42.html

År 1970 förknippades ett utbrott av leukoencefalomalaci hos hästar i Sydafrika med förorening av majs med svampen Fusarium verticillioides. Det är en av de mest utbredda fröburna svamparna som är kända för majs.
År 1984 visades det att svampen var hepatokarcinogen hos råttor. Den kemiska naturen hos metaboliterna som orsakade detta hade fortfarande inte upptäckts 1984. Efter upptäckten av svampens cancerogenicitet var isolering och kemisk karakterisering av mykotoxiner och cancerframkallande ämnen som produceras av F. verticillioides brådskande. Det var dock inte förrän 1988 som cancerframkallningens kemiska natur blev utredd. Fumonisin B1  och fumonisin B2 isolerades från kulturer av F. verticillioides inom programmet för mykotoxiner och experimentell karcinogenes. Strukturerna har belysts i samarbete med Council for Scientific and Industrial Research. Flera isomerer av fumonisin B1  har påvisats i fast riskultur. Nu (2008) är mer än 100 olika fumonisiner kända, de viktigaste är fumonisin B1, B2  och B3.

## Toxikokinetik
När det gäller toxikokinetik finns inga mänskliga data tillgängliga, men forskning på djur har gjorts.

### Adsorption
FB1 intas oralt via mat. Totalt sett absorberas FB1  dåligt, mindre än 6 procent. Absorptionen av oralt administrerat fumonisin B1 (10 mg/kg kroppsvikt) till råttor är låg (3,5 procent av dosen) men snabb (Tmax = 1,02 timmar). FB1 tränger inte nämnvärt igenom människans hud och har därför ingen signifikant systemisk hälsorisk efter hudexponering.

### Spridning
Efter absorption verkar en del vara kvar i lever och njurar. För råttor som fick foder som innehöll fumonisiner under flera veckor var koncentrationerna av fumonisinerna i njurarna ungefär 10 gånger högre än i levern.
Plasmafördelningen av den absorberade dosen överensstämde med en öppen modell med två avdelningar och koncentrationstidsresultaten för vävnad (lever, njure) överensstämde med en öppen modell med en avdelning.

### Utsöndring
Eliminationshalveringstid hos råttor är 3,15 timmar för plasma, 4,07 timmar för lever och 7,07 timmar för njurar. Men FB1 utsöndras snabbt mestadels i sin ursprungliga form. Små mängder utsöndras i urinen medan det mesta utsöndras i avföring.

## Toxikodynamik
På grund av deras likhet kan fumonisiner hämma sfingosin-sfinganin-transferaser och ceramidsyntaser och är därför kompetitiva hämmare av sfingolipidbiosyntes och metabolism.

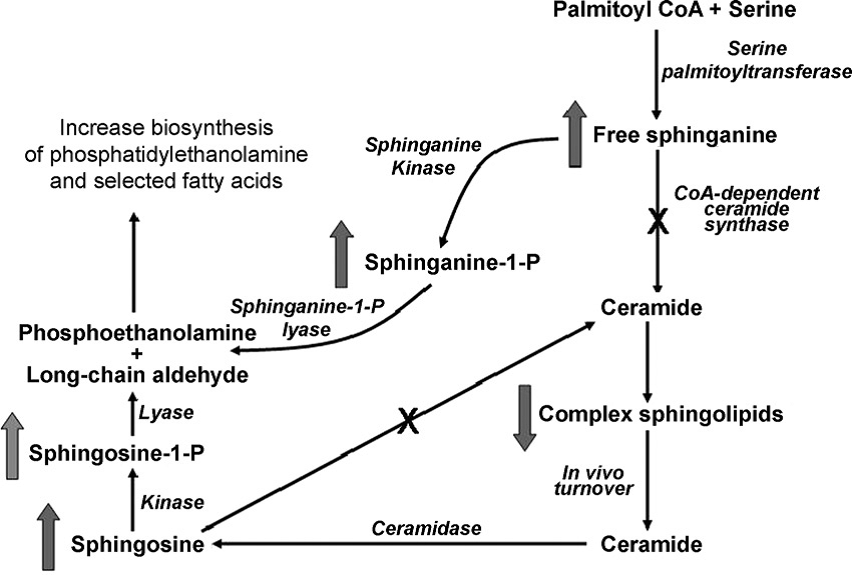
Figur 2: Sfingolipidmetabolism som visar hämningen av ceramidsyntas (x) av fumonisiner och de ändrade koncentrationerna av andra föreningar orsakade av denna hämning.

Figur 2 visar sfingolipidmetabolismen (schematisk) och hämningen orsakad av fumonisiner. Fumonisin B1 hämmar enzymet ceramidsyntas (sfingosin-N-acyltransferas), som acylerar sfingoida baser. Detta blockerar bildningen av ceramid via två vägar. Det hämmar bildningen via de novo sfinganin och fettacyl-CoA och via sfingosin som produceras genom nedbrytning av ceramid av ceramidas. Hämningen resulterar i ökade koncentrationer av sfinganin, sfingosin och deras 1-fosfatmetaboliter och i minskade koncentrationer av komplexa sfingolipider. Ansamlingen av sfinganin och sfingosin är en primär orsak till toxiciteten av fumonisin B1. Sfinganin och sfingosin är cytotoxiska och har tillväxthämmande effekter. Dessa sfingoida baser inducerar också apoptos. Ökad apoptos verkar spela en viktig roll i de toxiska effekterna inklusive tumörinduktion. Det bör dock nämnas att den minskade koncentrationen av ceramid och den ökade koncentrationen av sfingosin-1-fosfat (som ett resultat av FB1-intag) orsakar en hämning av apoptos och främjar mitos och regenerering. Balansen mellan den intracellulära koncentrationen av föreningar som hämmar apoptos och de som inducerar apoptos kommer att avgöra cellsvaret. Dessutom verkar de minskade koncentrationerna av komplexa sfingolipider spela en roll i det onormala beteendet och förändrade morfologin hos de drabbade cellerna.

## Verkningsmekanism

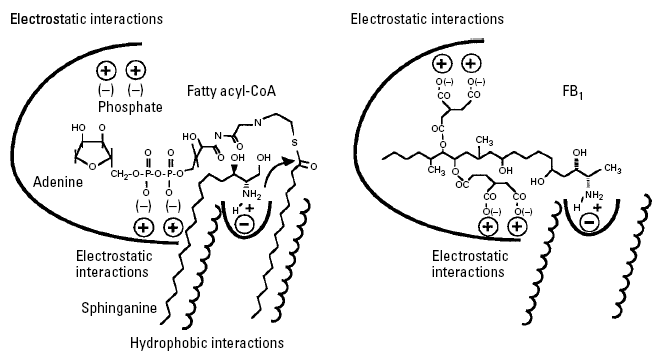
Figur 3: Föreslagen verkningsmekanism för ceramidsyntasinhibering av
FB_{1}; FB_{1} härmar regioner av sfingoidbasen och fettacyl-CoA-substraten. (Merrill et al., 2001)

Den föreslagna verkningsmekanismen visas i figur 3. Fumonisin B1 upptar utrymmet och elektrostatiska interaktioner mellan både sfinganin (eller sfingosin) och fettacyl-CoA i ceramidsyntas. Den del av FB1 som har strukturell likhet med sfingoida baser (aminopentoldelen) kan interagera med sfinganinbindningsstället, medan de negativt laddade trikarbyllsyragrupperna kan interagera med fettacyl-CoA-bindningsstället.
Eftersom FB1 också upptar fettacyl-CoA-utrymmet, acyleras det inte, eftersom acyl-CoA är nödvändigt för acyleringen, FB1 hämmar endast ceramidsyntas. Men när trikarbillsyragrupperna avlägsnas från FB1 genom hydrolys, fungerar den resulterande produkten (aminopentol, AP1) inte bara som en hämmare, utan också som ett substrat för ceramidsyntas. Aminopentol acyleras av ceramidsyntas för att bilda N-palmitoyl-AP1. Detta stöder förslaget att aminopentoldelen av FB1 upptar utrymmet för sfinganin i enzymet. N-palmitoyl-AP1 är en ännu mer potent hämmare av ceramidsyntas och kan därför spela en roll i toxiciteten av nixtamaliserade fumonisiner.

## Avgiftning
Hämningen av ceramidsyntas av FB1  tros vara reversibel, eftersom bindningen bildas av icke-kovalenta interaktioner. Faktorer som troligen kommer att inducera denna reversibilitet är minskning av cellulär FB1-koncentration och ökning av cellulära koncentrationer av substraten för ceramidsyntas. Dessutom kommer hastigheten för avlägsnande av det ackumulerade sfinganinet och sfingosinet att påverka avgiftningen. Informationen om metabolism och biotransformation av FB1 är mycket sparsam. Emellertid sker metabolism med största sannolikhet i tarmen eftersom delvis hydrolyserad och helt hydrolyserad FB1 återfanns i avföring men inte i galla från vervetapor. Biotillgängligheten av FB1 kan minskas genom att behandla fumonisinkontaminerad majs med glukomannaner extraherade från cellväggen i jästen Saccharomyces cerevisiae. Dessa polysackarider kan binda vissa mykotoxiner och har en bindningskapacitet på 67 procent för fumonisiner.